# Polygonum ramuliflorum
Polygonum ramuliflorum är en slideväxtart som beskrevs av Kitagawa. Polygonum ramuliflorum ingår i släktet trampörter, och familjen slideväxter. Inga underarter finns listade i Catalogue of Life.